# Upadek Mazar-i-Szarif

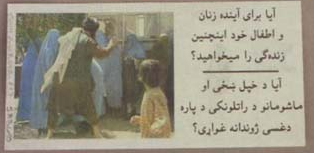
Przykładowa ulotka propagandowa

Upadek Mazar-i-Szarif był wynikiem pierwszej ofensywy, podczas trwającej inwazji na Afganistan w 2001 roku. Atak na miasto rozpoczęły bombowce dokonując masowych nalotów na pozycje obronne talibów. Ich główne siły skoncentrowane były w rejonie Chesmay-e-Safa, ryglując wejście do miasta. 9 listopada, około godzinny czternastej, siły Aliansu Północnego (Sojusz Północny) zaatakowały od południa i zachodu miasto celem opanowania głównych punktów obrony oraz lotniska. 
Natrafiono jednak tylko na słabą obronę ze strony talibów. Po 4 godzinach bitwa o miasto zakończyła się. Mazar-i Szarif będące w rękach talibów od 1998 roku, zostało zdobyte.
Dowództwo amerykańskie początkowo wierzyło, że miasto pozostanie w rękach talibów w tym oraz następnym roku, a ewentualna bitwa będzie długotrwała.
Po upadku okolicznych wiosek oraz intensywnych bombardowań lotniczych wokół miastaostatnie siły talibów wycofały się z miasta. W trakcie walk kilkuset talibów zginęło, a od 500 do 1500 dostało się do niewoli.
Część mediów spoza Stanów Zjednoczonych, zwróciło uwagę, że nie jest do końca jasne, czy atak Sojuszu Północnego zmusił talibów do wycofania się z miasta. Talibowie opuszczali masowo miasta jeszcze na długo przed inwazją.
Miasto Mazar-i-Szarif pełni strategiczną rolę w ochronie linii zaopatrzeniowych oraz zapewnia lotnisko dla amerykańskich samolotów.

## Przygotowania

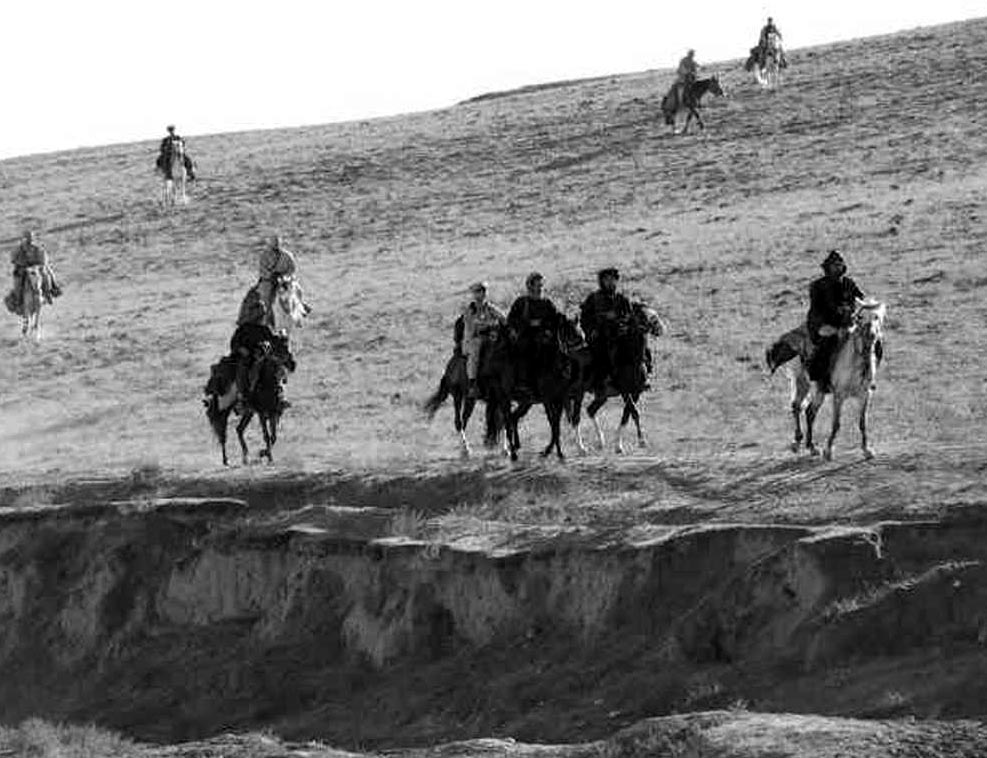
Zdjęcie ukazujące pierwszą amerykańską szarżę w XXI wieku

Decyzja o zaatakowaniu Mazar-i Szarif została podjęta po spotkaniu generała armii USA Tommy’ego Franksa z dowódcą Sojuszu Północnego, Mohammedem Fahim, 30 października w Tadżykistanie.
W dniach poprzedzających bitwę, wojska Sojuszu Północnego rozpoczęły zajmowanie okolicznych wiosek i miejscowości w pobliżu miasta, takich jak Shol Ghar, które leży w odległości 25 km od Mazar-i-Szarif. Ponadto linie telefoniczne prowadzące do miasta zostały zniszczone.
Rozpoczęto zrzucanie ulotek propagandowych z samolotów, przedstawiających kobietę uderzoną przez mężczyznę wraz z pytaniem czy Afgańczycy chcą tak dalej żyć. Do ulotki dołączony był wykaz częstotliwości radiowych, na których Amerykanie będą nadawać wiadomości o prowadzonych walkach.
Tymczasem amerykańskie siły specjalne rozpoczęły oznaczanie celów wokół miasta, podświetlając je laserem dla zrzucanych z powietrza bomb kierowanych.
Generał Dostum, dowodzący frakcji uzbeckiej w Sojuszu Północnym, zajął 4 listopada wioskę Keshendeh, przechwytując ją przy pomocy kawalerii.
W tym samym czasie, Generał Noor prowadzący tadżyckie oddziały w sile 2000 ludzi, poprowadził ofensywę na południe od miasta. Towarzyszyło mu sześciu żołnierzy sił specjalnych.

## Bombardowania
Gdy siły Harkat-ul-Dżihad al-Islami liczące 4000 żołnierzy zaczęły ściągać do Mazar-i-Szarif w ramach przygotowania do bitwy, siły amerykańskie rozpoczęły bombardowania, trwające od 7 do 8 listopada. Przeprowadzono nalot dywanowy przy pomocy bombowców B-52 na siły talibskie okopane w wąwozie Chesmay-e-Safa, strzegące południowego wejścia do miasta. 
Talibom, pomimo bombardowań udało się wzmocnić siły w mieście 500 żołnierzami. Prowadzono również ostrzał przeciwlotniczy, jednak nie odniósł on oczekiwanego skutku. 
Bombardowania te, były jednymi z najcięższych w początkowej fazie inwazji na Afganistan. 

## Bitwa

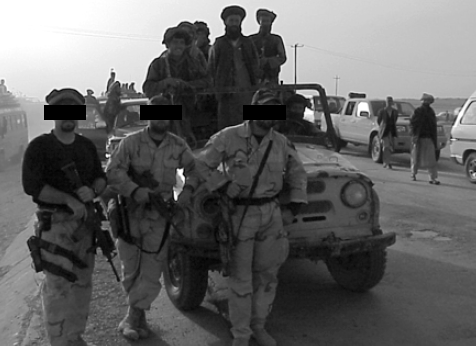
Amerykańskie siły specjalne 10 listopada, po zdobyciu przez Sojusz Północny miasta

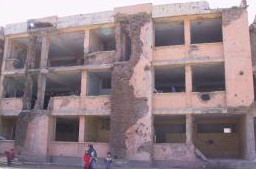
Zniszczona szkoła żeńska

Dnia 9 listopada siły Sojuszu Północnego, pod dowództwem generałów Abdula Raszid Dostuma i Ustad Atta Mohammed Noora, przekroczyły most Pul-i-Imam Bukhri oraz zajęły pobliską bazę wojskową i lotnisko. Nacierające wojska zatrzymały 22 kilometry od miasta.
W tym samym czasie nieumundurowane formacje Sojuszu wkroczyły do miasta od strony doliny Balk, "konfiskując" napotkane środki transportu. Napotkały one znikomy opór. 
Po krótkotrwałej walce, większość talibów wycofała się z miasta na ciężarówkach typu pickup i SUV. Do zachodu słońca siły talibskie wycofały się na północ i wschód; pojawiły się również obawy, że siły te przygotowują się do kontrofensywy. Szacuje się, że 400-600 ludzi zginęło podczas bitwy, choć nie wiadomo jaką część zabitych stanowili cywile. 
Przez niemal dwa dni, grupa kierowana przez czeczeńskich i arabskich przywódców broniła się w opuszczonej żeńskiej szkole. Władze miasta oraz Sojuszu Północnego podjęły próbę negocjacji, ale bojownicy przerwali je zabijając dwóch posłów, miejscowego mułłę i towarzyszącego mu żołnierza. Zaczęli prowadzić masowy ostrzał do każdego kto pojawił się w pobliżu budynku, w tym do osób cywilnych. Po zamordowaniu posłów, Sojusz Północny rozpoczął ostrzał szkoły bronią maszynową. Wymiana ognia trwała kilka godzin. Po południu budynek szkoły stał się celem bombardowania lotniczego.
Urzędnicy ONZ i innych organizacji sugerowali możliwą masakrę rebeliantów przez wojska Sojuszu Północnego. Po zrzuceniu dwóch lub czterech 1000 funtowych bomb na szkołę, rebelianci w popłochu zaczęli wycofywać się z budynku, wykorzystując sytuację żołnierze Sojuszu Północnego rozpoczęli masowy ostrzał uciekających bojowników. W wyniku domniemanego ataku 800 bojowników miało zostać zabitych.
Po walce sierż. Stephen E. Tomat z wojsk specjalnych USA został odznaczony Srebrną Gwiazdą za wezwanie nalotu na sześć wrogich pojazdów i budynek szkoły.

## Następstwa

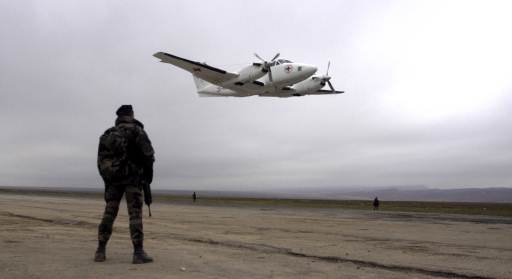
Lotnisko odzyskało operatywność w grudniu 2001 roku

Po upadku miasta nie odnotowano radosnych powitań ze strony mieszkańców, natomiast pojawiły się doniesienia o egzekucjach i porwaniach cywilów przez Sojusz Północny. Chłopców, którzy dostali się do niewoli podczas walk o szkołę, traktowano jako „niewolników”. Byli również  wykorzystywani seksualnie; sami porywacze domagali się również okupu od rodzin porwanych, w zamian za ich powrót do domu.
Zajęte lotnisko było poważnie uszkodzone: zostało zniszczone przez bombardowania, a ponadto zaminowane przez talibów.
W wyniku pogłosek o armii składającej się z aż 8000 talibskich bojowników, zamierzających odbić miasto pod dowództwem mułły Dadullaha, do Mazar-i-Szarif przybyło tysiąc amerykańskich żołnierzy z 10 Dywizji Górskiej. Chociaż większość samolotów bojowych nadal musiało startować z Uzbekistanu lub lotniskowców na Morzu Arabskim, Amerykanie pozyskali lotnisko, dzięki któremu loty bojowe mogły trwać dłużej i stały się częstsze.
Amerykanie rozpoczęli nadawanie własnego programu radiowego, przy pomocy dawnej radiostacji talibskiej „Głos Szariatu”. Bitwa pogorszyła relacje Stanów Zjednoczonych z Wielką Brytanią. USA zarzucano niedostateczne troszczenie się o humanitarną stronę bombardowań oraz brak konsultacji z sojusznikami.